# Середньокарамалинська сільська рада
Середньокарамали́нська сільська рада (рос. Среднекарамалинский сельский совет) — муніципальне утворення у складі Єрмекеєвського району Башкортостану, Росія. Адміністративний центр — село Середні Карамали.

## Населення
Населення — 625 осіб (2019, 739 в 2010, 788 в 2002).

## Склад
До складу поселення входять такі населені пункти:
| Населений пункт        | Населення, осіб (2002) | Населення, осіб (2010) |
| ---------------------- | ---------------------- | ---------------------- |
| Нижні Карамали, село   | 391                    | 336                    |
| Середні Карамали, село | 397                    | 403                    |